# Conraua beccarii
Conraua beccarii är en groddjursart som först beskrevs av George Albert Boulenger 1911.  Conraua beccarii ingår i släktet Conraua och familjen Petropedetidae. IUCN kategoriserar arten globalt som livskraftig. Inga underarter finns listade i Catalogue of Life.